# I Do Like a Joke
I Do Like a Joke è un cortometraggio muto del 1916 diretto da Frank Wilson.

## Trama
L'idiota del villaggio si diverte a fare scherzi.

## Produzione
Il film fu prodotto dalla Hepworth.

## Distribuzione
Distribuito dalla Hepworth, il film - un cortometraggio di 190,5 metri - uscì nelle sale cinematografiche britanniche nel febbraio 1916.
Fu distrutto nel 1924 dallo stesso produttore, Cecil M. Hepworth. Fallito, in gravissime difficoltà finanziarie, Hepworth pensò in questo modo di poter almeno recuperare il nitrato d'argento della pellicola.